# Фрид, Евель Соломонович
Евель Соломонович Фрид (17 января 1893, Руденск, Минская губерния — 15 марта 1949, Минск) — военный врач, генерал-майор Советской Армии, участник Гражданской и Великой Отечественной войн.

## Биография

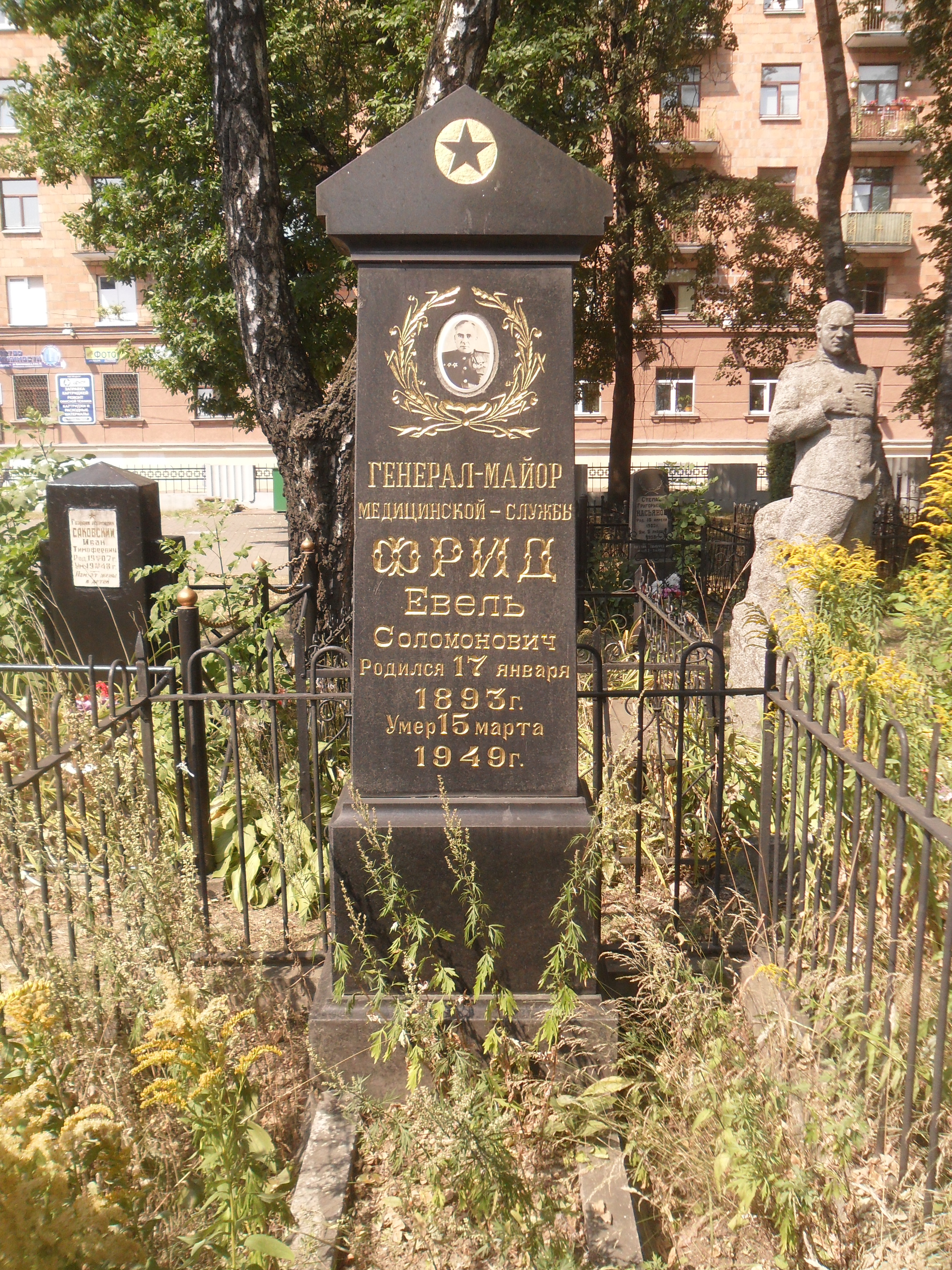
Могила Фрида на Военном кладбище Минска.

Евель Фрид родился 17 января 1893 года в посёлке Руденск (ныне — Минская область Белоруссии). В 1920 году он окончил медицинский факультет Донского университета и был призван на службу в Рабоче-крестьянскую Красную Армию. Участвовал в боях Гражданской войны.
В годы Великой Отечественной войны Фрид возглавлял санитарные отделы сначала 27-й армии, затем 4-й ударной армии. С марта 1943 года Фрид служил начальником Управления РЭП-110 последовательно Приволжского, Орловского и вновь Приволжского военных округов.
После окончания войны Фрид продолжил службу в Советской Армии, занимал должность начальника Окружной военно-врачебной комиссии Белорусского военного округа. Генерал-майор медицинской службы Евель Фрид скончался 15 марта 1949 года, похоронен на Военном кладбище Минска.
Был награждён орденами Ленина, Красного Знамени, двумя орденами Отечественной войны 1-й степени, орденом Красной Звезды и рядом медалей.